# Аабар Инвестмънтс
Aabar Investments PJSC е инвестиционен фонд, публично акционерно дружество, собственост (чрез няколко дъщерни дружества) на Abu Dhabi Government.
Главната квартира на фонда се намира в град Абу Даби, Обединените арабски емирства. Предлага свои акции на борсата за ценни книжа в гр. Абу Даби.
Фондът е основан през 2006 г. от основните учредители Abu Dhabi Government (държавни инвестиционни фондове от Абу Даби) и Mubadala Development Company.
Компанията е изцяло притежаван инвестиционен инструмент на правителството на Абу Даби, в Обединените арабски емирства , а шейх Мохамед ибн Заид ал-Нахаян, престолонаследникът на Абу Даби, е председател на компанията.

## Инвестиции
Инвестициите на фонда са насочени основно около разработването на нефт и газови находища, но групировката прави поредица от стратегически инвестиции и в други области:
- Daimler AG: най-големия единичен акционер с 9,1%;
- Мерцедес Гранд При: 30% собственост, като съвместно с Daimler AG собствеността възлиза на 45,1%, поемайки контрола върху екипа Световен шампион от Формула 1 за 2009 г. Браун ГП;
- Tesla Motors: закупени 40%;
- Върджин галактик: 32%.